# Acanthistius sebastoides
Acanthistius sebastoides is een straalvinnige vissensoort uit de familie van zaag- of zeebaarzen (Serranidae). De wetenschappelijke naam van de soort werd voor het eerst geldig gepubliceerd in 1861 door Castelnau.
De vis is endemisch aan de Zuid-Afrikaanse kust vanaf Valsbaai tot bij Durban. In het Afrikaans staat hij bekend als de Koester. De kop en het lichaam zijn geelachtig bruin to bijna geel van kleur en zijn bedekt met kleine oranje spikkels. Er komen verspreid op het lijf ook bruine vlekken voor. De staarvin is als de anale vinnen donkergrijs. De vis wordt 35 cm groot en de vis komt voor op diepten van 1 - 25 meter.